# HOCUS POCUS 3
「HOCUS POCUS 3」（ホーカス ポーカス スリー）は、2022年5月24日にNissy Entertainmentから発売のNissyの3作目のスタジオ・アルバム。

## 概要
前作「HOCUS POCUS 2」以来約4年半ぶりにリリースされた。
「Nissy Entertainment 5th Anniversary BEST」以降にリリースされたシングル「Affinity」「NA」「おやすみ」は収録されず、Nsy Entertainmentの一環としてリリースされたシングル「Get You Back」「Say Yes」「Do Do」「君に触れた時から」「Trippin」と、「僕にできること」が収録された。収録曲は過去3作のアルバムの中で最少となり、新録曲を含む全11曲を収録している。
「Nissy Entertainment 5th Anniversary BEST」に続き、店頭販売を行った。

## リリース形態

### Nissy盤
初回生産限定盤としてmu-moショップからのみリリースされた。
CDに加え、「Nsy Film「RESET」」「Behind The Scenes」「MV Dance Ver.」「Road to Nissy 2020-2022 #Nsy2」を収録した2枚組のDVDもしくはBlu-rayが付属する。
トランク型ケースに収納され、48P フォトブック・Nsy2 オリジナルポーチが付属する。
販売予定数に達したため、リリースからわずか1週間で販売が終了した。

### 通常盤
一般流通盤としてリリースされた。
CDに加え、「Nsy Film「RESET」」「Behind The Scenes」「Road to Nissy 2020-2022 #Nsy2 Digest」を収録した2枚組のDVDもしくはBlu-rayが付属する。
CD盤のみの形態は存在せず、このDVDもしくはBlu-ray付きのものが永久流通盤となっている。

## 収録曲

### CD（全形態共通）
1. Trippin
  - 今作のリード曲として、今作リリースの1週間前となる5月17日に先行配信された。
2. Say Yes
3. Jealous
4. 君に触れた時から
5. Do Do
6. The Ride
7. Don't Stop The Rain
8. 僕にできること
9. Get You Back
10. Cat & Mouse
11. - Bonus Track - 僕にできること（Piano Ver.）

### DVD / Blu-ray（Nissy盤）

#### Disc 1

##### Nsy Film「RESET」
- Including -
1. 「Get You Back」Music Video
2. 「Say Yes」Music Video
3. 「Do Do」Music Video
4. 「君に触れた時から」Music Video
5. 「Trippin」Music Video

##### Behind The Scenes
1. 「君に触れた時から」
2. 「Trippin」
3. 「HOCUS POCUS 3」
4. 「RESET」

##### MV Dance Ver.
1. Trippin「DANCE STAGE Ver.」
2. Trippin「DANCE VIDEO "Studio" Ver.」
3. Say Yes「DANCE VIDEO "Studio" Ver.」
4. Do Do「DANCE VIDEO "Studio" Ver.」

#### Disc 2
1. Road to Nissy 2020-2022 #Nsy2
  - 2時間40分にわたるドキュメンタリー映像

### DVD / Blu-ray（通常盤）

#### Disc 1

##### Nsy Film「RESET」
- Including -
1. 「Get You Back」Music Video
2. 「Say Yes」Music Video
3. 「Do Do」Music Video
4. 「君に触れた時から」Music Video
5. 「Trippin」Music Video

##### Behind The Scenes
1. 「君に触れた時から」
2. 「Trippin」
3. 「HOCUS POCUS 3」
4. 「RESET」

#### Disc 2
1. Road to Nissy 2020-2022 #Nsy2 Digest
  - Nissy盤のDisc 2に収録されているドキュメンタリー映像を60分に短縮したもの。